# Plasznica
Plasznica (macedónul Пласница) az azonos nevű község székhelye Észak-Macedóniában.

## Népesség
Plasznicának 2002-ben 2 288 lakosa volt, melyből 2 250 török, 7 albán, 2 macedón és 29 egyéb nemzetiségű.
Plasznica községnek 2002-ben 4 545 lakosa volt, melyből 4 446 török (98,8%), 34 macedón, 20 albán és 45 egyéb nemzetiségű.

## A községhez tartozó települések
- Plasznica
- Dvorci (Plasznica),
- Liszicsani,
- Preglovo.